# Émeric Salmon
Pour les articles homonymes, voir Salmon.
Émeric Salmon, né le 26 novembre 1973 à Vannes (Morbihan), est un ingénieur informatique et homme politique français.
Membre du Rassemblement national depuis 2004, il est élu député dans la 2e circonscription de la Haute-Saône lors des élections législatives de 2022. Il siège au sein du groupe RN et il est membre de la commission des Finances de l'Assemblée nationale.
Il est nommé, au sein de la commission des Finances, rapporteur spécial du budget opérationnel de la défense.
Il a été conseiller régional de Bretagne de 2015 à 2021.

## Biographie

### Origine et études
Émeric Salmon naît le 26 novembre 1973 à Vannes. Cinquième de six enfants, son père est architecte et sa mère femme au foyer. Émeric Salmon dit que ses parents « lisaient les journaux de la famille politique à laquelle [il] appartien[t] ».
Il part à Rennes pour ses études où il décroche un diplôme d'ingénieur informatique.

### Politique
À 18 ans, pour son premier scrutin, il vote « non » au référendum sur le traité de Maastricht.
Il adhère au Front national en 2004. Il devient après 2010 salarié du Rassemblement national (RN) et participe à l'équipe qui gère les fédérations.
Il est salarié du RN où il gère les fédérations.
De 2015 à 2021, il siège au conseil régional de Bretagne.
Candidat aux élections législatives de 2017 dans la première circonscription d'Ille-et-Vilaine, il est éliminé au premier tour après avoir obtenu 6,05 % des voix. Choisi pour être tête de liste du RN aux élections municipales de 2020 à Rennes, il propose notamment l’armement de la police municipale et le triplement de ses effectifs. Il obtient 4,20 % des suffrages.
En 2021, il est candidat en binôme avec Myriam Cobigo aux élections départementales dans le Morbihan pour le canton de Moréac. Il obtient 19,40 % des suffrages au premier tour, il n'est pas qualifié pour le second tour.
Pour les élections législatives de 2022, Émeric Salmon est investi candidat dans la deuxième circonscription de la Haute-Saône. Au premier tour, il devance le député sortant Christophe Lejeune, avec lequel il est qualifié pour le second tour. Il est élu au second tour le 19 juin député de la XVIe législature en obtenant 54,38 % des suffrages.
À la suite des élections législatives de 2024 dans la Haute-Saône, il est élu dès le premier tour avec 50,11% des voix.

### Autres
Émeric Salmon a temporairement quitté le Front National entre 2004 et 2010 afin de présider la Fédération française de go.